# Windmeldeanlage
Eine Windmeldeanlage (WMA) misst über Sensoren Windrichtung und Windgeschwindigkeit und überträgt diese Daten automatisch in Echtzeit an ein Mess- oder Steuerungssystem sowie an Gefahrenmeldeanlagen wie beispielsweise bei der Deutschen Bahn.

## Aufbau und Funktion
Windmeldeanlagen gibt es in verschiedenen Ausführungen, teilweise auch als kombinierte Anlagen wie beispielsweise bei Regen-Windmeldeanlagen. Sie bestehen aus einem elektronischen Steuergerät, einer Einrichtung zur Datenübertragung sowie je nach Bauart unterschiedlichen Windmessgeräte. Verwendet werden hierfür rotierende Schalenanemometer oder Ultraschallanemometer als ein- oder zweidimensionaler Detektor. Die gemessenen Daten werden automatisch an Mess- und Steuerungssysteme übertragen.

## Einsatzzweck
Windmeldeanlagen sind Teil von Wetterstationen und dienen in der Haustechnik zur Sicherung von Fenstern, Beschattungssystemen und Rollos. Im Bahnbetrieb dienen sie zum Beispiel als Teil des Meldeanlagensystem 90 (MAS90) bzw. DBMAS der Deutschen Bahn zu Absicherung des Zugverkehrs an exponierten Stellen wie beispielsweise Brücken oder als Strömungsmeldeanlage auch in Tunneln. Bedeutung bekamen diese Anlagen mit Einführung des ICE-Hochgeschwindigkeitsverkehrs, bei dem Zuggeschwindigkeiten an Windsituationen angepasst werden müssen, um Entgleisungen zu verhindern.